# Piotr Spyra
Piotr Jacek Spyra (ur. 17 marca 1968 w Mikołowie) – polski polityk, samorządowiec, w latach 2008–2010 członek zarządu województwa śląskiego, w latach 2011–2015 wicewojewoda śląski.

## Życiorys
Ukończył studia na Wydziale Nauk Społecznych Uniwersytetu Śląskiego. Pracował jako nauczyciel w I Zespole Szkół Społecznych w Katowicach, a następnie w Urzędzie Kontroli Skarbowej. W 2006 objął stanowisko zastępcy prezesa zarządu Międzynarodowej Giełdy Towarowej S.A. Działał w Zjednoczeniu Chrześcijańsko-Narodowym. Był jednym z założycieli powstałego w 1997 Ruchu Obywatelskiego „Polski Śląsk”, w którym objął stanowisko prezesa zarządu. W 2005 bez powodzenia kandydował do Sejmu z listy Prawa i Sprawiedliwości (jako bezpartyjny), otrzymując 4942 głosy. W 2006 został radnym sejmiku województwa śląskiego III kadencji (otrzymał 27 734 głosy, kandydując jako lider listy PiS).
W 2007 odszedł do Prawicy Rzeczypospolitej. W wyborach parlamentarnych w tym samym roku bezskutecznie kandydował z pierwszego miejsca listy LPR w okręgu katowickim, otrzymując 1306 głosów.
W styczniu 2008 został powołany na stanowisko członka zarządu województwa śląskiego w ramach nowej koalicji zawartej przez radnych PO, PR, PSL i LiD. Decyzja o wejściu w koalicję z LiD stała się bezpośrednią przyczyną jego usunięcia z Prawicy Rzeczypospolitej i rozwiązania struktur tej partii na terenie województwa śląskiego. W związku z tym w sejmiku zainicjował powołanie nowego klubu pod nazwą Przymierze Regionalne, zrzeszającego byłych radnych PiS. W kwietniu 2009 zgłosił swój akces do Platformy Obywatelskiej. W wyborach samorządowych w 2010 z listy PO uzyskał reelekcję do sejmiku, otrzymując ok. 13 tys. głosów.
17 lutego 2011 powołany na stanowisko drugiego wicewojewody śląskiego, złożył w związku z tym mandat radnego sejmiku. Został odwołany z tej funkcji 25 czerwca 2015. Pod koniec października 2016 opuścił PO, a w lutym 2017 przystąpił do Polski Razem, która w listopadzie tego samego roku przekształciła się w Porozumienie.